# Pascual Pla y Beltrán
Pascual José Pla y Beltrán (Ibi, 11 de noviembre de 1908 - Caracas, 24 de febrero de 1961) fue un poeta español.

## Biografía

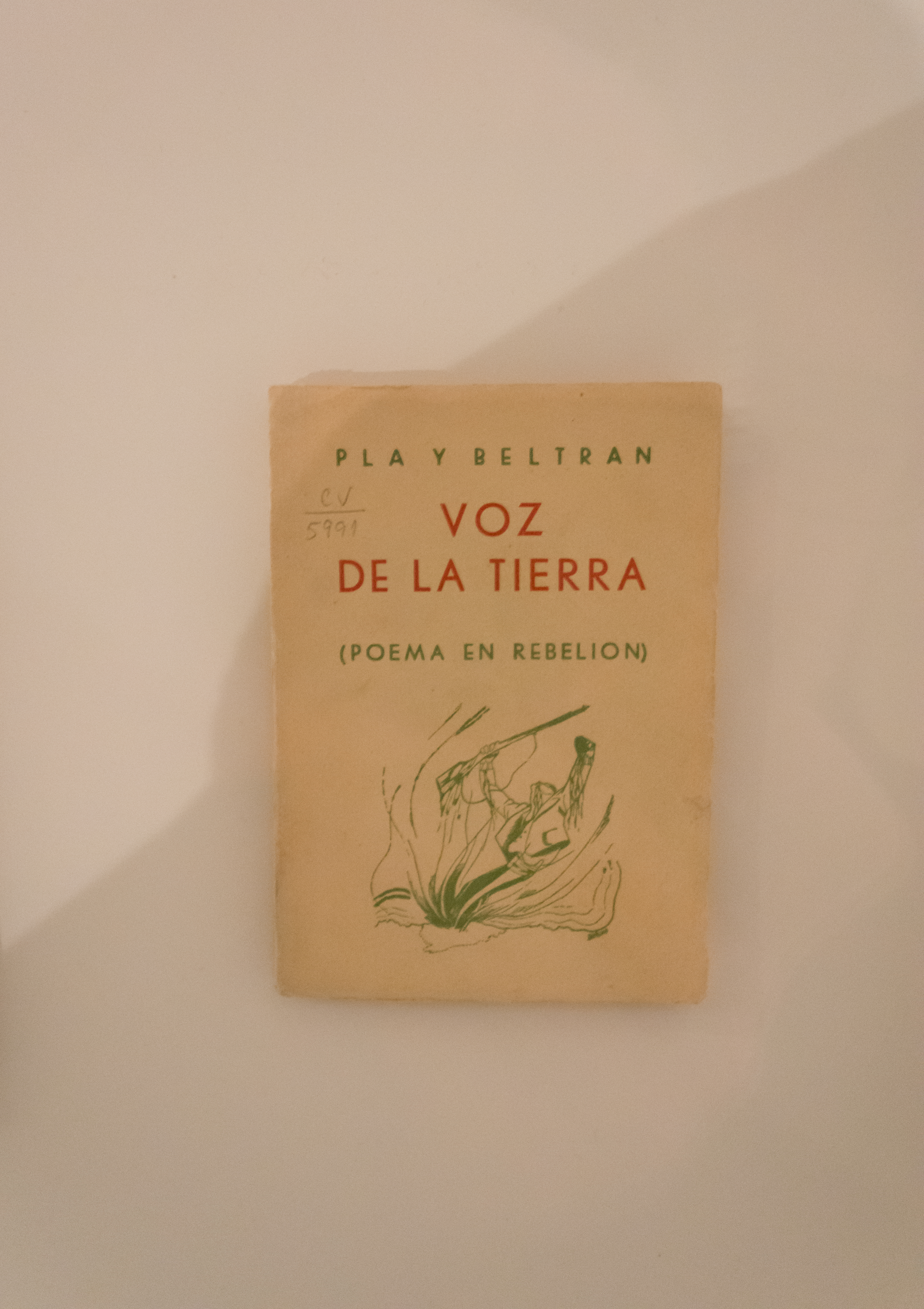
Voz de la tierra, publicado en 1935.

De origen humilde y sin formación escolar, se trasladó con su familia a Alcoy en 1919 donde trabajó en las empresas textiles. En 1928 marchó a Valencia, donde encontraría el ambiente cultural e intelectual necesario para su formación autodidacta. Allí empieza, ya de mayor, a acudir a un colegio nocturno y se da a conocer a través de los medios de comunicación locales con breves poemas. Al año siguiente de llegar a Valencia, publicó su primera obra, La cruz de los crisantemos, muy bien acogida en los círculos literarios de la capital del Turia.
Con el despertar del primer libro y su relativo éxito, se lanzó a crear una revista literaria, Murta, junto con Ramón Descalzo y Rafael Duyos Giorgeta, donde consigue que publiquen artículos y obra escritores de la talla de Luis Cernuda, Max Aub o Vicente Aleixandre. Proclamada la Segunda República, se afilió al Partido Comunista, integrándose en la Unión de Escritores y Artistas Proletarios. En el periodo republicano desarrolló una intensa labor poética muy vinculada a los procesos de represión contra los movimientos de izquierda
Declarada la Guerra Civil, su vinculación con los intelectuales antifascistas se incrementó, colaborando en publicaciones como El Mono Azul y Hora de España, entre otras. Participó activamente en el II Congreso Internacional de Escritores para la Defensa de la Cultura celebrado en Valencia en 1937 y convocado por la Alianza Internacional de Intelectuales Antifascistas. Allí conoció y entabló amistad con Nicolás Guillén, Josep Renau, Vicente Huidobro y Bertolt Brecht, y disputó con Fernando de los Ríos el papel de la Unión Soviética en la formación de la izquierda, justo poco después de que Pla y Beltrán publicara sus alabanzas al régimen soviético en su poema Salud, Moscú.
Aunque pudo, no se marchó al finalizar la guerra civil y fue preso y encarcelado por el régimen franquista, pasando además por el campo de concentración de Albatera. Condenado a muerte, la pena fue conmutada y salió de prisión en 1946. Permaneció en España hasta 1955, tiempo en el cual su obra se publicó bajo seudónimo y circuló de manera clandestina. Finalmente, consiguió salir de España y se estableció en Santo Domingo, para poco después marchar a Venezuela donde vivió hasta su muerte.
De su obra destacan La cruz de los crisantemos, Huso de eternidad, Epopeya de sangre, Hogueras en el sur, Camarada. Poema del amor y la angustia, Antología de poesía revolucionaria y Poesía.